# 南まな
南 まな（みなみ まな、12月8日 - ）は、日本の女性アイドルグループ「&Ch!ll」の元メンバーである。ミスFLASH2021セミファイナリスト。株式会社CLUSTAR.所属。愛称はまなてぃ。担当色はバイオレットフィズ、紫色である。

## 略歴
- 2014年12月21日：新木場STUDIO COASTで開催された『Girl's Bomb!～今年もありがとうございました！年末大大感謝スペシャル～』にてSAY-LAのメンバーとしてデビュー。
- 2015年4月5日：池袋ホワイトベースで開催された『SAY-LA第1期終了LIVE』にて卒業を発表。
- 2016年4月3日：リンクSTAR's候補生としてデビュー。
- 2016年8月25日：秋葉原twinboxにて開催された『リンクSTAR's定期公演』にて解散。
- 2019年7月29日：渋谷ストリームホールで開催された『SHIBUYAアイドルストリーマーズSPECIAL』でラルムーンとしてプレデビュー。[2]
- 2019年9月23日：東京芸術センター天空劇場で、ラルムーン お披露目デビュー単独公演 『リスタート〜七色の未来へ〜』を開催。ラルムーンとして正式に活動を開始。[3]
- 2020年5月18日：自身のTwitterにてミスFLASH2021選考オーディションに参加することを発表。
- 2020年9月17日：ミスFLASH2021セミファイナリストに選出される。
- 2020年10月1日：TGIFオンライン2020にてTGIF・オブ・ザ・イヤー2020を受賞。
- 2020年10月25日：雑誌週刊ポスト掲載の『2021年に輝く！ グラドル総選挙 丑年生まれの12人が競艶』に選出される。

## 人物
- 趣味は百合鑑賞、お風呂に入る事、犬の散歩、読書、DJ、競馬。
- 特技は魚をさばくこと、体が柔らかいこと。

## 出演

### 雑誌
- FLASH（光文社）
- 週刊ポスト(小学館)